# 野口廃寺
野口廃寺（のぐちはいじ）は岐阜県各務原市蘇原新栄町2丁目にある飛鳥時代から奈良時代にかけて存在した寺院の遺跡。本来の名称や本尊、宗派等は知られていない。
平成3年（1991年）にマンション建設に伴い遺跡が発見され、同年、平成7年（1995年）及び平成8年（1996年）に各務原市により発掘調査が行われた。野口廃寺の名称は旧村名にちなむ。
出土品から7世紀末から8世紀半ばにかけて存在したと考えられ、遺構としては掘立柱建物跡や周溝らしき跡、鋳造施設跡など6つの建物あとが確認されているが、寺院跡全域に及ぶ発掘は行われていないため伽藍配置は不明である。遺物には須恵器の他、丸瓦、平瓦及び鴟尾瓦の破片が発見されている。廃寺に至る詳しい経緯は不明であるが火災跡などが見られないことから、近隣の寺院と統合された可能性が指摘されている。
2021年現在遺構はは宅地あるいは商業地として利用されており、いちょう通りに史跡を示す看板が立っている。